# Tapuiasaurus macedoi
Tapuiasaurus macedoi es la única especie conocida del género extinto Tapuisaurus ("lagarto de Tapuia") de dinosaurio saurópodo titanosauriano, que vivió a mediados del período Cretácico hace aproximadamente 120 millones de años, en el Aptiense, en lo que hoy es Sudamérica.

## Descripción
Tapuiasaurus pertenece a los titanosaurianos, los dinosaurios de cuello largo de cuatro patas que vivieron en todo el mundo. Tapuiasaurus es el noveno titanosaurio encontrado  en Brasil. De las 50 especies conocidas, casi todas fueron descritos por un par de costillas o vértebras, Tapuiasaurus es conocido por un cráneo casi completo de 48 centímetros, y se cree que llegó a medir 13 metros de largo.

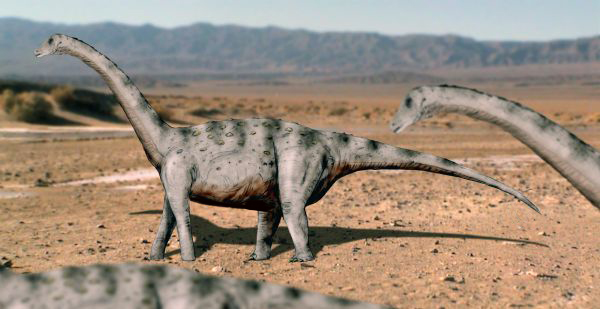
Recreación de Tapuiasaurus.

Los descriptores pudieron identificar algunas características inferidas únicas, autapomorfias. Un hueso en la parte posterior del cráneo, el cuadratoyugal, tiene una proyección inclinada en la parte inferior. La rama anterior del hueso cigomático se estrecha y forma la mayor parte del borde inferior de la fenestra antorbitalis . La punta anterior del pterigoideo lateral toca la superficie interna del ectopterigoideo. Además, Tapuiasaurus muestra una combinación única de las siguientes características no únicas. En el lado del maxilar hay un surco profundo entre la fenestra antorbital y un agujero debajo de la fosa nasal. Las vértebras cervicales medias están alargadas. Las vértebras posteriores tienen una cresta bien formada delante de la apófisis espinosa, pero no están interconectadas por debajo mediante procesos vertebrales entrelazados. Debajo de la cresta entre los procesos vertebrales anteriores hay un surco profundo. El esternón tiene forma de media luna. El hueso de cuervo es relativamente largo. El cúbito es alargado. El radio se ensancha en la parte inferior.
Tapuiasaurus tiene una cabeza alargada y aplanada con una longitud de aproximadamente medio metro. El hocico es alargado con premaxilares angostos y planos al frente. Las fosas nasales están en una posición hacia atrás, al nivel de las cuencas de los ojos. El occipucio también está inclinado con, visto desde la articulación temporomandibular, el cuadrado fuertemente rotado hacia atrás. Las mandíbulas se fusionan al frente en una sínfisis estrecha que forma un fuerte ángulo con la rama posterior de la mandíbula. Los dientes son delgados y cilíndricos con bordes cortantes bajos. Los dientes del maxilar superior se extienden hasta la fenestra antorbitalis y son más convexos que los del maxilar inferior.

## Descubrimiento e investigación

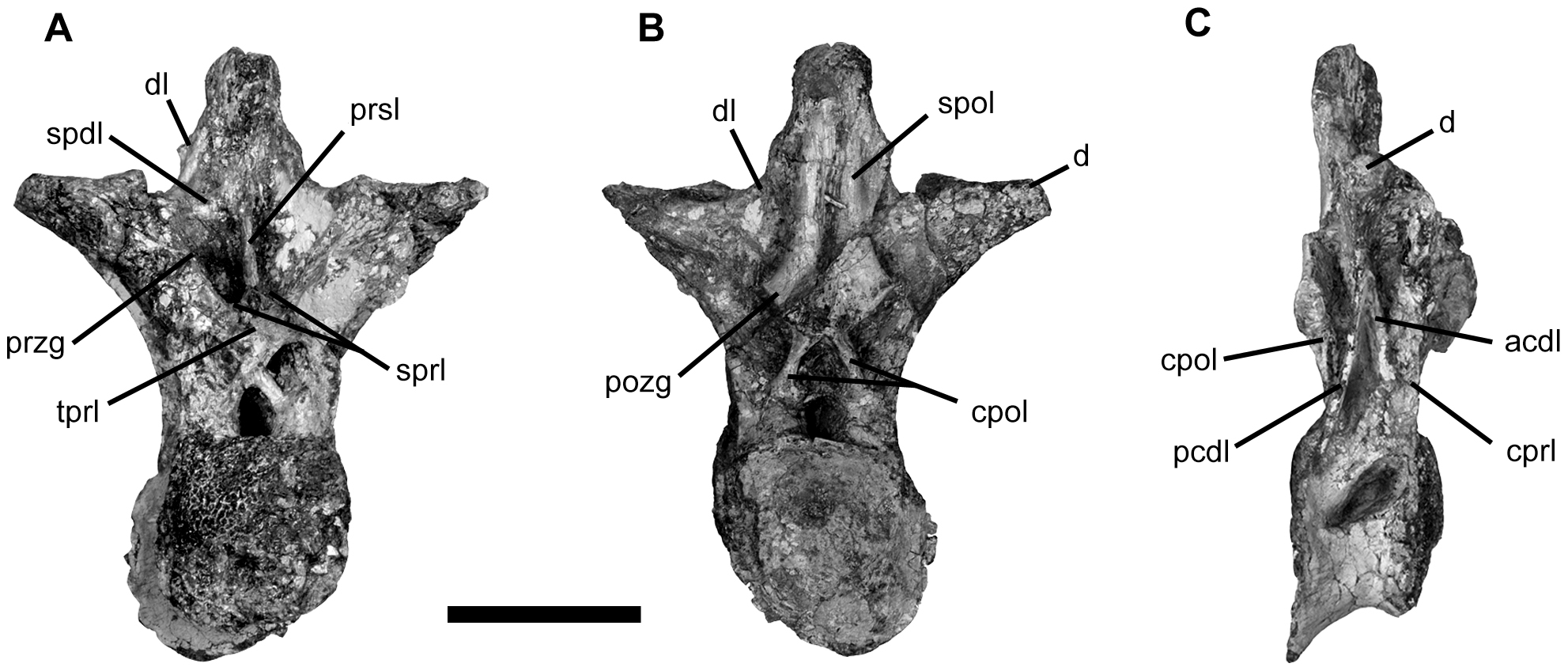
Vértebras

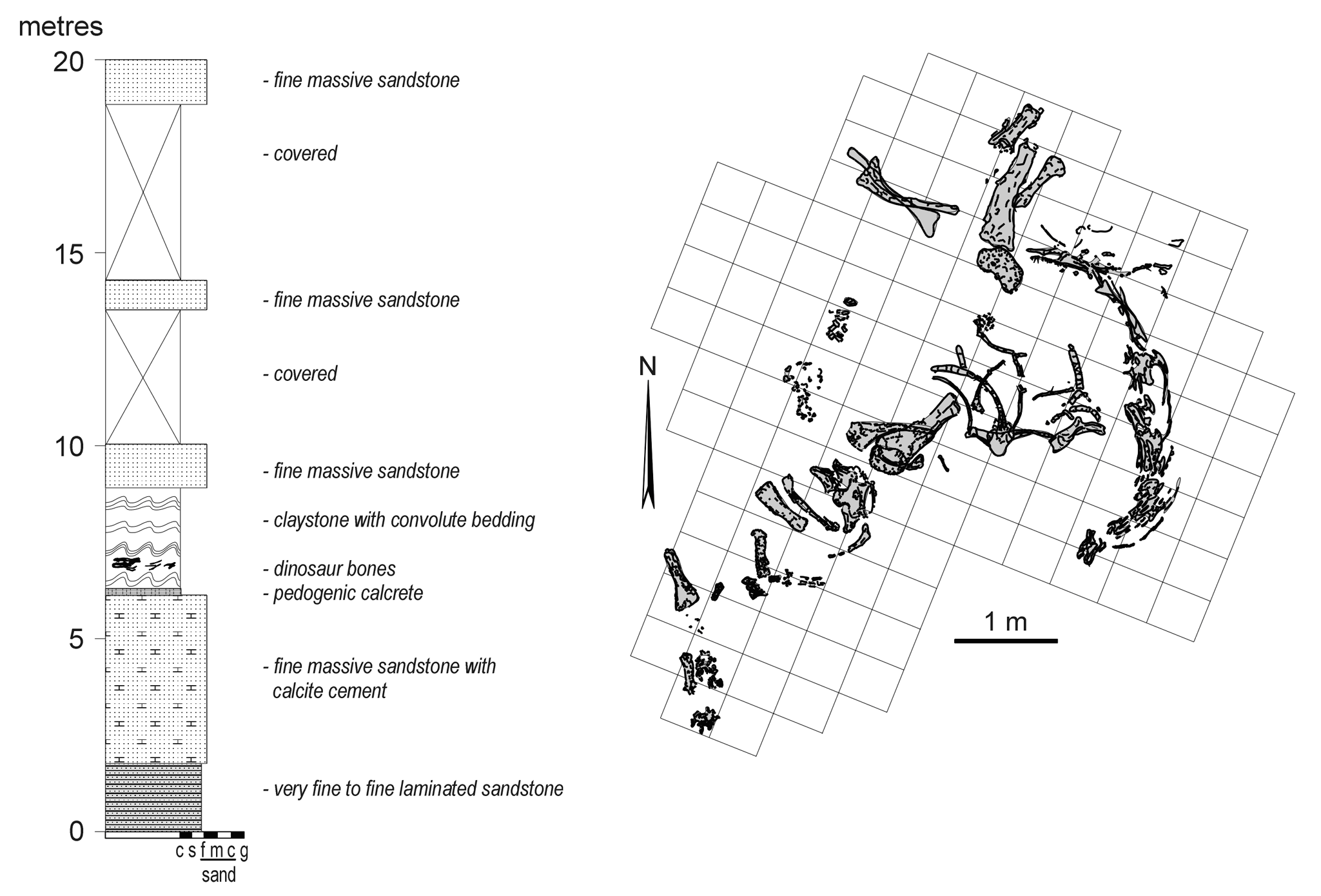
La locación

La especie tipo fue nombrada por primera vez por el paleontólogo Alberto Carvalho en 2010 como Tapuiasaurus macedoi, aunque la descripción formal es de 2011. El nombre hace referencia a la tribu Tapuia, en cuyo territorio se realizó el hallazgo. El holotipo, MZSP-PV 807, fue encontrado en la formación Quiricó, Minas Gerais, Brasil, y consta de un cráneo, 18 huesos y 47 fragmentos.
El holotipo, MZSP-PV 807, fue encontrado el 14 de agosto de 2008 cerca de Coração de Jesus en el norte del estado de Minas Gerais en las colinas de Embira-Branca en capas de la Formación Quiricó que datan del Aptiense. Forma parte de la colección del Museu de Zoologia da Universidade de São Paulo y consta de un esqueleto parcial con cráneo y mandíbulas, huesos hioides, atlas, axis, cinco vértebras cervicales, cinco vértebras, costillas, el esternón izquierdo, clavícula derecha, el húmero derecho, del miembro anterior izquierdo el radio, el cúbito y los metacarpianos.Los dos fémures, el peroné izquierdo y un pie izquierdo casi completo. Falta la cola. El cráneo es el más completo jamás excavado de un titanosáurido, pero está muy aplanado lateralmente.

## Clasificación

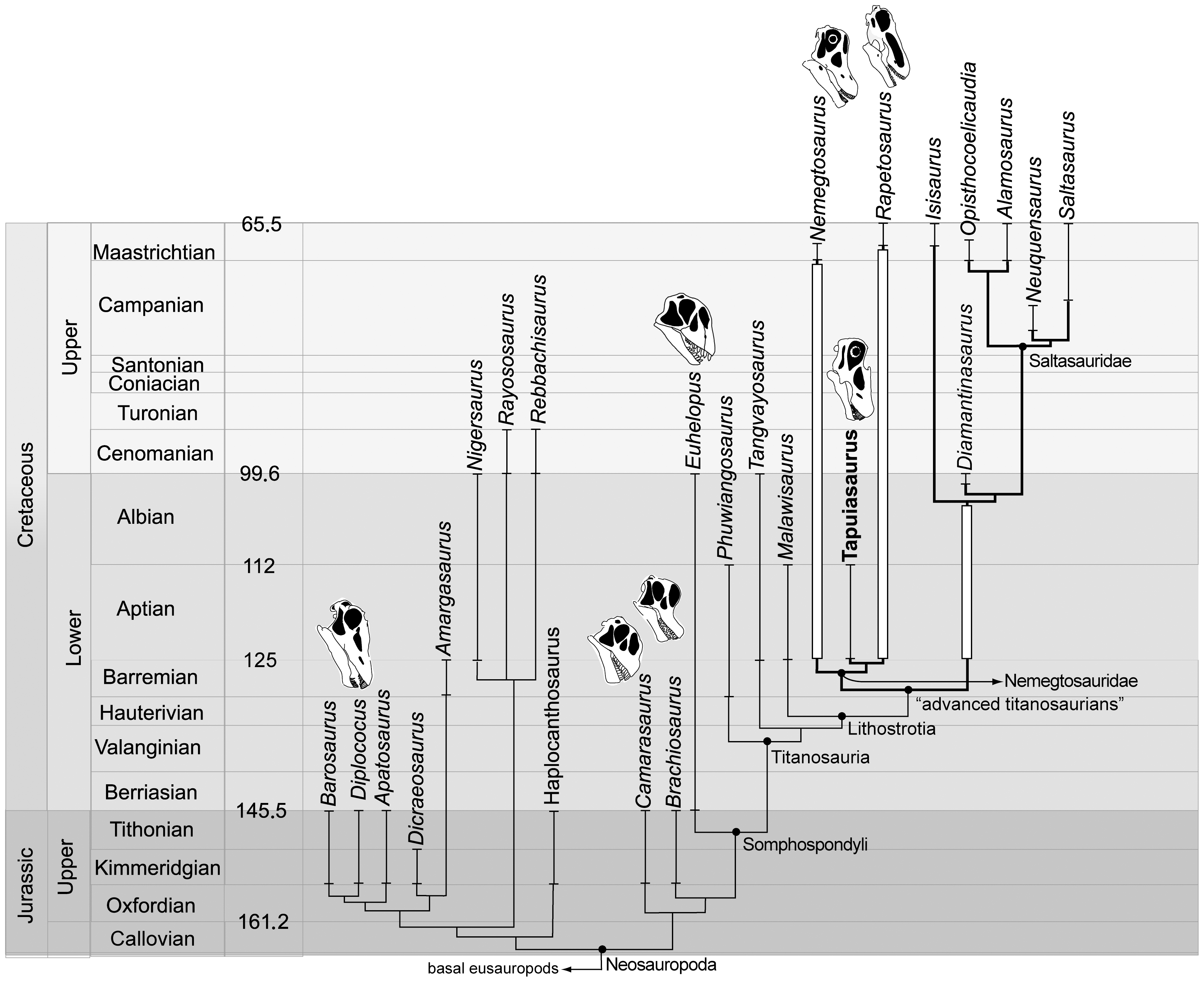
Filogenia de Tapuisaurus.

Según un análisis cladístico exacto realizado por los descriptores, Tapuiasaurus se colocó dentro de Titanosauria en el clado Lithostrotia como la especie hermana de Rapetosaurus en Nemegtosauridae. Esto significaría que tales titanosaurianos derivados surgieron mucho antes, unos treinta millones de años, de lo que se creía anteriormente. Este último encaja bien con la hipótesis de Paul Upchurch de que Nemegtosauridae tiene un lugar alternativo, en Diplodocoidea. Sin embargo, en 2016, un análisis concluyó que Tapuiasaurus se inferiría más en Titanosauria y que la relación cercana encontrada previamente con Rapetosaurus es un artefacto de los cráneos de ambas formas, que son raros en Sauropoda.